# 스여우싼
스여우싼(중국어: 石友三, 병음: Shí Yǒusān, 한자음: 석우삼, 1891년 ~ 1940년 12월 1일)은 중화민국 중국국민당 소속 장군으로, 차례대로 펑위샹, 장제스, 왕징웨이, 장쉐량, 중국공산당을 배신하고 최후에는 일본 제국으로 변절한 것으로 유명하다.
1928년 스여우싼이 이끌던 군대가 40일에 걸쳐 소림사를 약탈하고 불태웠으며, 이로 인해 건물 90퍼센트가 파괴되고 여러 서적이 훼손되었다.
중일전쟁 중 일본 제국 측으로 변절할 계획을 가지고 있었으나, 장제스의 명령으로 부하이자 의형제였던 가오수슌에게 체포되어 생매장 당하는 방법으로 처형당했다. 이후 스여우싼이 이끌던 군대 지휘권은 가오수슌에게 넘어갔다.
숱한 배신과 변절로 인해 '도과장군'(중국어 간체자: 倒戈将军, 정체자: 倒戈將軍, 병음: Dǎo Gē Jiāng Jūn, 도과란 창을 거꾸로 한다는 뜻으로, 자기편을 배신하고 반란을 일으킴을 이르는 말)이라는 별명과 '세번 뒤집는 스여우싼'이라는 뜻의 '석삼번'(중국어: 石三翻, 병음: Shí sānfān)이라는 별명이 붙었다.

## 같이 보기
여포